# العلاقات الفيتنامية الموريشيوسية
العلاقات الفيتنامية الموريشيوسية هي العلاقات الثنائية التي تجمع بين فيتنام وموريشيوس.

## مقارنة بين البلدين
هذه مقارنة عامة ومرجعية للدولتين:
| وجه المقارنة                                              | فيتنام           | موريشيوس                 |
| --------------------------------------------------------- | ---------------- | ------------------------ |
| المساحة (كم2)                                             | 331.69 ألف       | 2.04 ألف                 |
| عدد السكان (نسمة)                                         | 94.66 مليون      | 1.26 مليون               |
| الكثافة السكانية (ن./كم²)                                 | 285.39           | 617.65                   |
| العاصمة                                                   | هانوي            | بورت لويس                |
| اللغة الرسمية                                             | اللغة الفيتنامية | لغة إنجليزية، لغة فرنسية |
| العملة                                                    | دونغ فيتنامي     | روبي موريشي              |
| الناتج المحلي الإجمالي (بليون دولار)                      | 234.19 مليار     | 13.34 مليار              |
| الناتج المحلي الإجمالي (تعادل القوة الشرائية) بليون دولار | 553.42 مليار     | 25.36 مليار              |
| الناتج المحلي الإجمالي الاسمي للفرد دولار أمريكي          | 2.48 ألف         | 9.25 ألف                 |
| الناتج المحلي الإجمالي للفرد دولار أمريكي                 | 5.63 ألف         | 18.59 ألف                |
| مؤشر التنمية البشرية                                      | 0.666            | 0.777                    |
| رمز المكالمات الدولي                                      | +84              | +230                     |
| رمز الإنترنت                                              | .vn              | .mu                      |
| المنطقة الزمنية                                           | ت ع م+07:00      | ت ع م+04:00              |

## منظمات دولية مشتركة
يشترك البلدان في عضوية مجموعة من المنظمات الدولية، منها:
| علم المنظمة | اسم المنظمة                        | تاريخ انضمام فيتنام | تاريخ انضمام موريشيوس |
| ----------- | ---------------------------------- | ------------------- | --------------------- |
|             | مؤسسة التنمية الدولية              | 24 سبتمبر 1960      | 23 سبتمبر 1968        |
|             | يونسكو                             | 6 يوليو 1951        | 25 أكتوبر 1968        |
|             | وكالة ضمان الاستثمار متعدد الأطراف | 5 أكتوبر 1994       | 28 ديسمبر 1990        |
|             | الأمم المتحدة                      | 20 سبتمبر 1977      | 24 أبريل 1968         |
|             | الفريق المعني برصد الأرض           | ?                   | ?                     |
|             | الاتحاد البريدي العالمي            | ?                   | ?                     |
|             | البنك الدولي للإنشاء والتعمير      | 21 سبتمبر 1956      | 23 سبتمبر 1968        |
|             | المنظمة الهيدروغرافية الدولية      | ?                   | ?                     |
|             | الاتحاد الدولي للاتصالات           | 24 سبتمبر 1951      | 30 أغسطس 1969         |
|             | منظمة حظر الأسلحة الكيميائية       | ?                   | ?                     |
|             | مؤسسة التمويل الدولية              | 4 أغسطس 1967        | 23 سبتمبر 1968        |
|             | منظمة التجارة العالمية             | 11 يناير 2007       | ?                     |
|             | منظمة الشرطة الجنائية الدولية      | ?                   | ?                     |

## وصلات خارجية
- موقع وزارة الخارجية الفيتنامية